# 関谷瑠紀
関谷 瑠紀 （せきや るき、2006年（平成18年）8月8日 - ）は、日本のファッションモデル。千葉県出身。プラチナムプロダクション所属。

## 略歴
2016年12月、プラチナムプロダクションが立ち上げた小学生から高校生までの女性70名からなる育成プロジェクト「Shibu3 project」のメンバーに選ばれる。「Shibu3 project」を構成する4クラスの内、小学生メンバー中心の「イエロークラス」に編入されたが、2017年5月に学業優先のためメンバーを外れる。その後は「Shibu3 project」のイベントのゲスト
、あるいはプラチナムプロダクション全体のイベントの出演者として、ファッションショーのランウェイを歩いている。
2017年12月22日、小林咲葵、聡美、向田桃椛、山田楓、丸山真亜弥と共に『第6回ニコ☆プチモデルオーディション』にてグランプリを受賞。2018年(平成30年)2月号より同誌専属モデルとしてデビューを果たした。プチ㋲時代は、『by LOVEiT』・『JENNI belle』・『ALGY』のイメージモデルとしても活躍した。
2019年2月22日、『ニコ☆プチ』（新潮社）同年4月号にて初表紙(中央)を飾った。
『プチ☆コレ9』では、オープニングムービー「オシャレ甲子園」でピッチャーを務め、終盤に行われたプチ㋲11名の卒業式では、後輩のプチ㋲を代表として卒業生へ感謝の言葉を贈った。タイアップイベント「KOBEキッズブランドコレクションmeetsニコ☆プチ2019」、動画配信番組「㋲っと！ニコ☆プチTV」制作発表会
、2019年ハワイロケに選抜されるなど中心メンバーの一人として活躍している。
日本テレビで制作されたドラマ『生田家の朝』でドラマ初出演を果たす。ごく普通の家庭、「生田家」の朝食時間帯を舞台としたこのドラマでは、夫婦と子供2人の4人世帯の娘役を演じた。
2020年3月31日、NHK-Eテレのバラエティ番組『すイエんサー』に出演する『すイエんサーガールズ』新メンバーに関谷、「Shibu3 project」吉田恵芽を含む4名が選ばれる。
2020年4月22日、『ニコ☆プチ』（新潮社）同年6月号をもって、丸山真亜弥、石山えこ、高比良由菜、入江美沙希、川本結月、美月と共に同誌専属モデルを卒業した。
2020年7月1日、『nicola』（新潮社）同年7&8月合併号より高比良由菜と共に同誌専属モデルとしてデビューを果たした。
2021年6月1日、『nicola』7月号にて阿部ここは、広瀬まのかとともに初表紙(右)を飾った。
2021年12月1日、『nicola』1月号にて林芽亜里とともに2度目の表紙(右)を飾った。
2022年1月1日、『nicola』2月号にて凛美、宮本和奏とともに3度目の表紙、2号連続表紙(中央)を飾った。
2022年4月1日、『nicola』5月号にて足川結珠、髙橋快空とともに4度目の表紙(右)を飾った。同号でnicola生徒会5代目生徒会長、PINK-latteの8代目イメージモデルに就任した。
2022年7月1日、『nicola』8月号にて佐藤菜月海、髙橋快空、凛美、高比良由菜とともに5度目の表紙(中央)を飾った。
2022年8月1日、『nicola』9月号にて初のピン表紙を飾った。また、初の2号連続表紙を果たした。
2023年3月1日、『nocola』4月号で同誌専属モデルを卒業。その後ミスセブンティーン2023のファイナリストの10人に選ばれ、8月23日にミスセブンティーン2023に選出。Seventeenの専属モデルとなった。

## 人物
- 『生田家の朝』でのドラマ初出演に際して、モデルと女優のどちらの仕事も頑張りますとの抱負を語った[26]。
- ダンススクールに通っており[34]、その生徒として千葉中央公園で行われたイベントに参加したことがある[35][36]。
- 趣味はイラストを描くこと[1]。4歳より絵画造形教室に通っている[37]。
- 好きな食べ物は山葵[1][38]。箱根へ修学旅行に行った折には、多くのわさび加工食品をお土産とした[39]。

## 出演

### テレビドラマ
- 生田家の朝（2018年12月10日 - 12月26日、日本テレビ） - 生田美菜 役[28][27][26]
  - 生田家の朝 2019秋（2019年10月1日 - 28日）
- 約束 〜16年目の真実〜（2024年4月11日 - 6月13日、読売テレビ・日本テレビ） - 飛鳥桃（高校時代） 役

### バラエティ
- すイエんサー（2020年3月31日 - 2023年3月27日、NHK Eテレ） - すイエんサーガールズ[29]

### ネット番組
- ㋲っと！ニコ☆プチTV（2018年12月 - 2019年3月、TSUTAYA TV）[22][23][40]

### ランウェイ
- Rakuten GirlsAward 2023 AUTUMN/WINTER（2023年9月30日、幕張メッセ）[41]

### 広告
- ナルミヤ・インターナショナル byLOVEiT（2019年 - ） - イメージモデル[12][13]
- 株式会社ジェニィ[42] JENNI belle（2019年 - ） - イメージモデル[14]
- 株式会社F・O・インターナショナル ALGY（2019年 - ） - イメージモデル[15][16]
- ワールド ピンクラテ（2022年） - イメージモデル[43][44]

## イベント
- Seventeen 夏の学園祭
  - Seventeen夏の学園祭2023（2023年8月23日、東京ドームシティ プリズムホール）[45]

## 書籍

### 雑誌
- ニコ☆プチ（2018年2月号 - 2020年6月号、新潮社） - 専属モデル[1]
- nicola（ニコラ）（2020年7&8月合併号 - 2023年4月号、新潮社） - 専属モデル[32]
- Seventeen（2023年8月 - 、集英社） - 専属モデル